# Melanagromyza dubia
Melanagromyza dubia är en tvåvingeart som beskrevs av Mitsuhiro Sasakawa 1961. Melanagromyza dubia ingår i släktet Melanagromyza och familjen minerarflugor. Inga underarter finns listade i Catalogue of Life.